# Terminalia macrostachya
Terminalia macrostachya là một loài thực vật có hoa trong họ Trâm bầu. Loài này được Paul Carpenter Standley mô tả khoa học đầu tiên năm 1929 dưới danh pháp Bucida macrostachya. Năm 2010 Clive A. Stace và Abdul-Ridha Alwan chuyển nó sang chi Terminalia.

## Phân bố
Loài này là bản địa Belize, Guatemala, Honduras, Mexico, Nicaragua.